# Polyosma forbesii
Polyosma forbesii är en tvåhjärtbladig växtart som beskrevs av Theodoric Valeton och Carl Karl Adolf Georg Lauterbach. Polyosma forbesii ingår i släktet Polyosma och familjen Escalloniaceae. Inga underarter finns listade i Catalogue of Life.